# آرتور ویلی
آرتور وِیلی (انگلیسی: Arthur Waley; ۱۹ اوت ۱۸۸۹ – ۲۷ ژوئن ۱۹۶۶) شاعر، مترجم، نویسنده، چین‌شناس، و نمایشگاه‌گردان اهل بریتانیا بود.
وی همچنین برندهٔ جوایزی همچون جایزه یادبود جیمز تیت بلاک شده‌است.